# Björn Bjarnason
Björn Bjarnason (14 de noviembre de 1944) es un político islandés. Es hijo de Bjarni Benediktsson, Primer ministro, ministro de Justicia y alcalde de Reikiavik. 
Se graduó en Derecho en 1971 por la Universidad de Islandia. Durante su etapa universitaria se involucró en política. Después de graduarse trabajó como director de publicaciones del Almenna bókafélagið desde 1971 hasta 1974. Como editor de noticias internacionales trabajó en el diario Vísir en 1974. Seguidamente se incorporó a la oficina del Primer Ministro como vicesecretario general, donde estuvo de 1974 a 1975.
Björn trabajó en la oficina del Primer Ministro desde 1975 hasta 1979, como periodista del diario islandés Morgunblaðið desde 1979 hasta 1984 y como editor del mismo diario de 1984 a 1991. Asistió a las conferencias del Grupo Bilderberg en los años 1988, 1991, 1993 y 1995.
En 1991 obtuvo un escaño en el Alþingi por la circunscripión de Reikiavik. Se presentó por el Partido por la Independencia. El 23 de abril de 1995 fue nombrado ministro de Educación, donde estuvo hasta 2002. Ese año lideró la campaña de su partido en las elecciones municipales de Reikiavik, sin lograr un resultado fructuoso. De 2003 a 2009 fue ministro de Justicia.
Björn ha mostrado interés por asuntos de seguridad y defensa, polemizando sobre la conveniencia de que Islandia forme su propio cuerpo militar, en tanto en cuanto no tiene desde el año 1869. 
Es el primer político islandés en tener su propia página web, cuya andadura comenzó el 19 de febrero de 1995, lo que lo convierte en uno de los primeros blogueros.

## Enlaces
- Página personal
- Biografía oficial
- CV Ministerio

- Datos: Q879568
- Multimedia: Björn Bjarnason / Q879568